# Porella reduplicata
Porella reduplicata är en mossdjursart som först beskrevs av Osburn 1933.  Porella reduplicata ingår i släktet Porella och familjen Bryocryptellidae. Inga underarter finns listade i Catalogue of Life.